# 戴冠ミサ
ミサ曲 ハ長調 K. 317 は、ヴォルフガング・アマデウス・モーツァルトが作曲したミサ曲。通し番号は第15番であり、『戴冠ミサ』（たいかんミサ、ドイツ語: Krönungs-Messe）もしくは『戴冠式ミサ』の愛称で呼ばれている。

## 概要
1777年9月に職を求めて母アンナ・マリアと一緒にマンハイム・パリ旅行に出かけたモーツァルトだが、結局就職口は見つからず失敗し、パリでは母親を亡くし、1779年1月に憔悴のうちに帰郷した。1780年11月にオペラ『イドメネオ』（K. 366）の初演のためにミュンヘンに旅に出るまでの2年間をザルツブルクで過ごし、この間にミサ曲とヴェスペレ（晩課）を作曲しているが、「戴冠式ミサ」はその最初の作品であり、「ミサ・ソレムニス ハ長調 K. 337」までの18曲のミサ曲で最も広く知られるようになった。
この作品は1779年3月23日に書き上げられ、同年の復活祭の祝日（4月4日）で初演された。かつてはザルツブルクの北側の丘の上に建設された教会の聖母戴冠像のために作曲されたことから「戴冠式ミサ」の名称がつけられた記述があるが、実際に戴冠の儀式が行なわれたのは6月であるという記述がなされている。その後「戴冠式ミサ」という名称は、1791年にプラハで行なわれたレオポルト2世の戴冠式でサリエリが指揮して以後に定着された。
また、第6曲の「アニュス・デイ」でのソプラノ・ソロがオペラ『フィガロの結婚』（K. 492）第3幕で伯爵夫人が歌うアリア「楽しい思い出はどこに」によく似ている事でも知られている。

## 楽器編成
独唱4部（ソプラノ、アルト、テノール、バス）、合唱4部、オーボエ2、ホルン2、トランペット2、トロンボーン3、ティンパニ、ヴァイオリン2部、チェロ、コントラバス、ファゴット、オルガン

## 構成
基本的には「キリエ」、「グローリア」、「クレド」、「サンクトゥス」、「アニュス・デイ」のいわゆる「ミサ通常式文」の順序に従っているが、モーツァルトは当時の慣習に従って「サンクトゥス」と「ベネディクトゥス」とを分けて作曲し、6曲で構成した。
- 第1曲 キリエ（あわれみの讃歌）
- 第2曲 グローリア（栄光の讃歌）
- 第3曲 クレド（信仰宣言）
- 第4曲 サンクトゥス（感謝の讃歌）
- 第5曲 ベネディクトゥス（ほむべきかな）
- 第6曲 アニュス・デイ（平和の讃歌）

全体の演奏時間は約24分である。